# Michał Hieronim Leszczyc-Sumiński

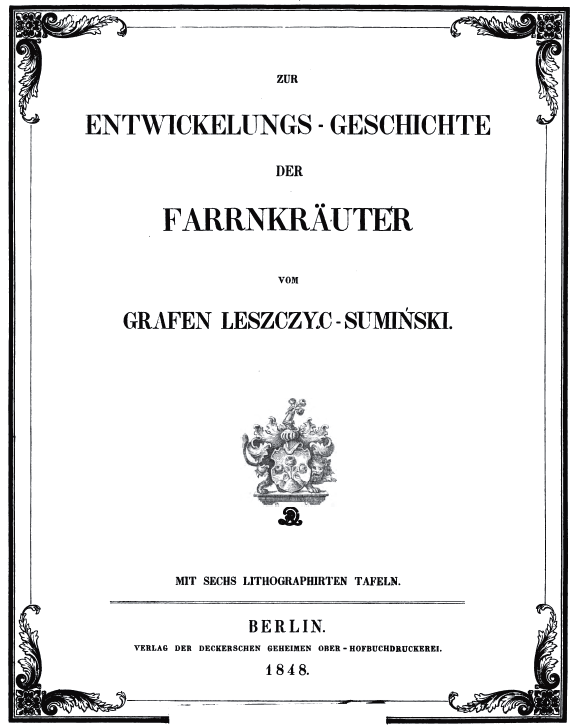
Strona tytułowa Zur Entwickelungs-Geschichte der Farrnkräuter

Michał Hieronim Leszczyc-Sumiński (Michael Jérôme Leszczyc-Sumiński, ur. 30 września 1820 w Ośnie, zm. 26 maja 1898 w Tharandt) – polski botanik, malarz, kolekcjoner sztuki. Jako pierwszy opisał cykl rozwojowy paprotników.

## Życiorys

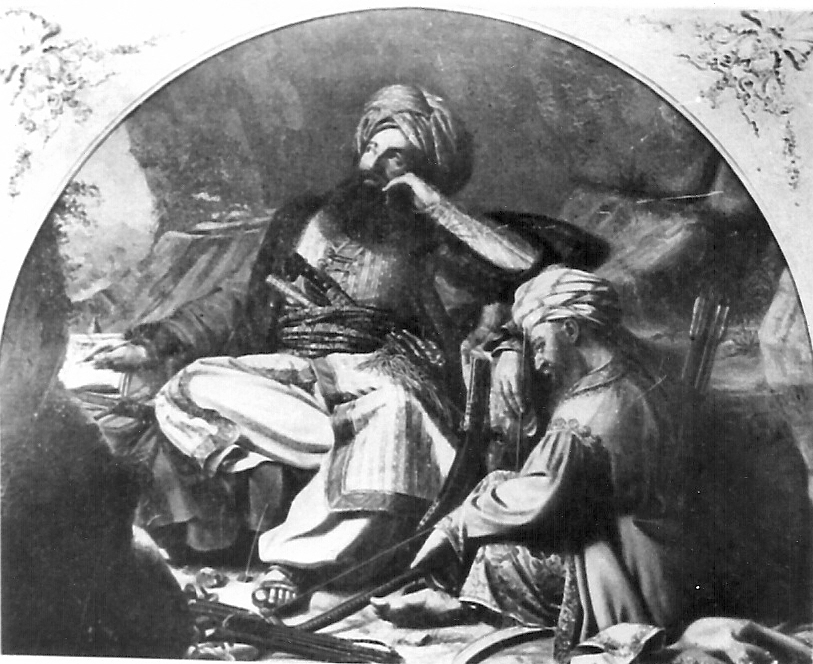
Reprodukcja obrazu Sumińskiego "Mahomet piszący Koran podczas hidżry"

Urodził się 30 września 1820 w Ośnie koło Aleksandrowa Kujawskiego (część źródeł podaje błędnie jako miejsce urodzenia Grabię Nową), 16 grudnia tego roku został ochrzczony w kościele parafialnym w Służewie. Pochodził ze szlacheckiej rodziny pieczętującej się herbem Leszczyc. Jego rodzicami byli Jan Stanisław Sumiński (1786–1839), ziemianin, major 4. pułku strzelców konnych armii polskiej, i Julia Józefa z Dąmbskich (1792–1863). Miał siostrę Franciszkę Nimfę (1817–1879) i brata Aleksandra Kryspina (1818–1857), który założył wieś Aleksandrowo (późniejszy Aleksandrów Kujawski).
Do 10. roku życia pobierał edukację w domu. 12 marca 1830 razem z bratem został zapisany do drugiej klasy (nazywanej Kwintą) Gimnazjum Toruńskiego. W szkole kładziono duży nacisk na nauki przyrodnicze, od 1835 uczęszczał na zajęcia z historii naturalnej prowadzone w szkolnym ogrodzie botanicznym przez Ernesta Gotfryda Garbe. Młody Sumiński uczył się także rysunku i malarstwa u Karla Neuschellera i Friedricha Völckera. Następnie (1837–1839) uczęszczał do gimnazjum w Chełmnie. Po śmierci ojca opiekunem Sumińskiego został kuzyn od strony matki, Ludwik Biesiekierski. W 1840 wyjechał razem z matką do Berlina. Od 24 czerwca studiował nauki przyrodnicze na Wydziale Filozoficznym Uniwersytetu Fryderyka Wilhelma. W tym samym czasie szkolił się również w zakresie malarstwa. Studia przyrodnicze ukończył 6 czerwca 1844 wypisując się z metryki uniwersytetu. Jako że nie posiadał świadectwa maturalnego nie mógł złożyć egzaminów końcowych i nie promował się na doktora.
W roku 1844 uzyskał prawo używania nazwiska „hrabia Leszczyc-Sumiński” („Graf Leszczyc-Sumiński”) od króla pruskiego Fryderyka Wilhelma IV. Otrzymany patent legalizował mu tytuł hrabiego, chociaż formalnego nadania tego tytułu Sumiński nigdy nie miał.
W roku 1851 zakupił zamek i dobra w Tucznie od barona Carla von Gersdorffa. W tym samym roku otrzymał nominację na królewskiego szambelana pruskiego. 19 kwietnia 1854 roku w Topcliff ożenił się z Anne Elisabeth Hudson (1830–1874), córką George’a Hudsona. Podróżował po Hiszpanii (1855) i Włoszech (około 1860) wykonując szkice tamtejszej architektury i kopiując obrazy wielkich mistrzów Renesansu. W roku 1859 ufundował w swoich dobrach kościół filialny w Rzeczycy (wówczas Knakendorf) koło Tuczna; obecnie jest to kościół parafialny. W roku 1865 przeprowadził się do miejscowości Tharandt koło Drezna. Rozbudował odkupiony od hrabiego Ariela von der Recke-Volmerstein (1831-1879), arystokraty i artysty amatora dom położony na wzgórzu, obok ruin zamku Tharandt, tworząc utrzymany w mauretańsko-fantastycznym stylu pałac. Rozbudowując go wzorował się m.in. na architekturze pałacu emirów (Alhambra) w Grenadzie. Obok rezydencji wybudował galerię, w której zgromadził bogatą kolekcję malarstwa (ok. 350–400 obrazów). Zbiory wzbogacił m.in. dzięki gestowi papieża Piusa IX, który tanio odsprzedał mu dzieła sztuki ze zbiorów watykańskich chcąc je uchronić od rozgrabienia przez żołnierzy Wiktora Emmanuela II. W kolekcji Sumińskiego znajdowały się także meble zakupione od cesarzowej Eugenii, pozłacane rzeźby florenckie, intarsje, porcelana miśnieńska i sewrska, ozdoby z kości słoniowej, zabytkowe zegary. Niektóre obrazy kupował okazyjnie jako podniszczone i samodzielnie restaurował.
W roku 1871 hr. Leszczyc-Sumiński został przyjęty do Zakonu Maltańskiego jako kawaler honorowy i dewocyjny.
W listopadzie 1874 na serce zmarła jego żona. 21 września 1882 w Dreźnie ożenił się powtórnie, biorąc za żonę swą dawną znajomą, wdowę baronową Karolinę von Recum z domu von Langsdorff (1832–1908). Pochodziła ona z niemieckiego rodu podróżników i przyrodników (na cześć jednego z jego przedstawicieli, Georga von Langsdorffa, nazwano Langsdorffia – tropikalny rodzaj roślin z rodziny gałecznicowatych (Balanophoraceae).
Leszczyc-Sumiński zmarł 26 maja 1898 w Tharandt po krótkiej chorobie; bezpośrednią przyczyną zgonu była niewydolność krążenia. Uroczystości pogrzebowe odbyły się 29 maja, po czym ciało zmarłego przewieziono do Berlina. Został pochowany w kościele św. Jadwigi w Berlinie. W roku 1931, pod pretekstem przebudowy świątyni, ówczesny proboszcz nakazał usunięcie wszystkich sarkofagów z podziemi. Przewieziono je do nieoznaczonego dołu (tzw. stacji zbiorczej, Sammelstelle) na katolickim cmentarzu w Reinickendorf k. Berlina (St. Hedwig-Friedhof).
Kolekcja sztuki Sumińskiego była sukcesywnie rozsprzedawana przez rodzinę. Największą część zbiorów zakupili antykwariusz John Parnell i historyk sztuki Richard Muther. Rezydencja Leszczyca-Sumińskiego przeszła w ręce jego pasierba barona Franza von Recum (1863-1930), który sprzedał ją w dobie kryzysu po I wojnie światowej egipskiemu plantatorowi Nassifowi Bey Faronsowi.
W roku 2006 otwarto Muzeum Miejskie w Tharandt (Stadtmuseum Tharandt), w którym znajduje się jedyne zachowane dziś dzieło hr. Leszczyc-Sumińskiego, jego autoportret. Z reprodukcji znany jest jego obraz Mahomet piszący Koran podczas hidżry (2,25 m × 1,80 m), podarowany królowi Prus i wystawiany w galerii Bellevue, a potem w Leineschloss w Hanowerze, gdzie uległ zniszczeniu w 1944 roku. Możliwe jest jego autorstwo obrazu Matki Boskiej Bolesnej znajdującego się obecnie w kościele filialnym w Jeziorkach Wałeckich.
Na osobę hr. Sumińskiego najwcześniej zwrócił uwagę niemiecki botanik Martin Moebius w wydanej w roku 1937 monografii Geschichte der Botanik.... Kilka artykułów (z błędami) opublikował Bolesław Hryniewiecki, który był autorem pierwszych opracowań biograficznych na jego temat. Szczegółowe badania biograficzne kontynuuje obecnie dr hab. Cezary Domański.

## Dorobek naukowy

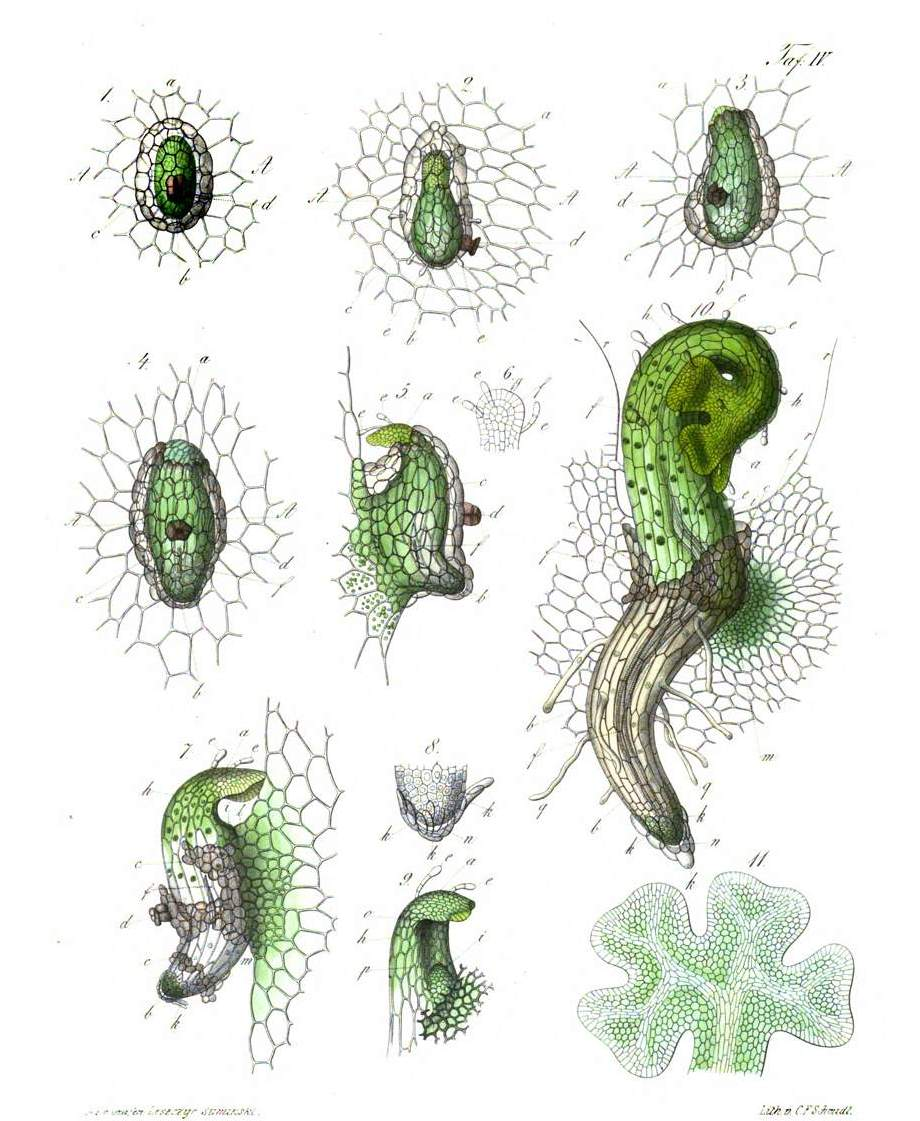
Tablica z rozprawy Sumińskiego

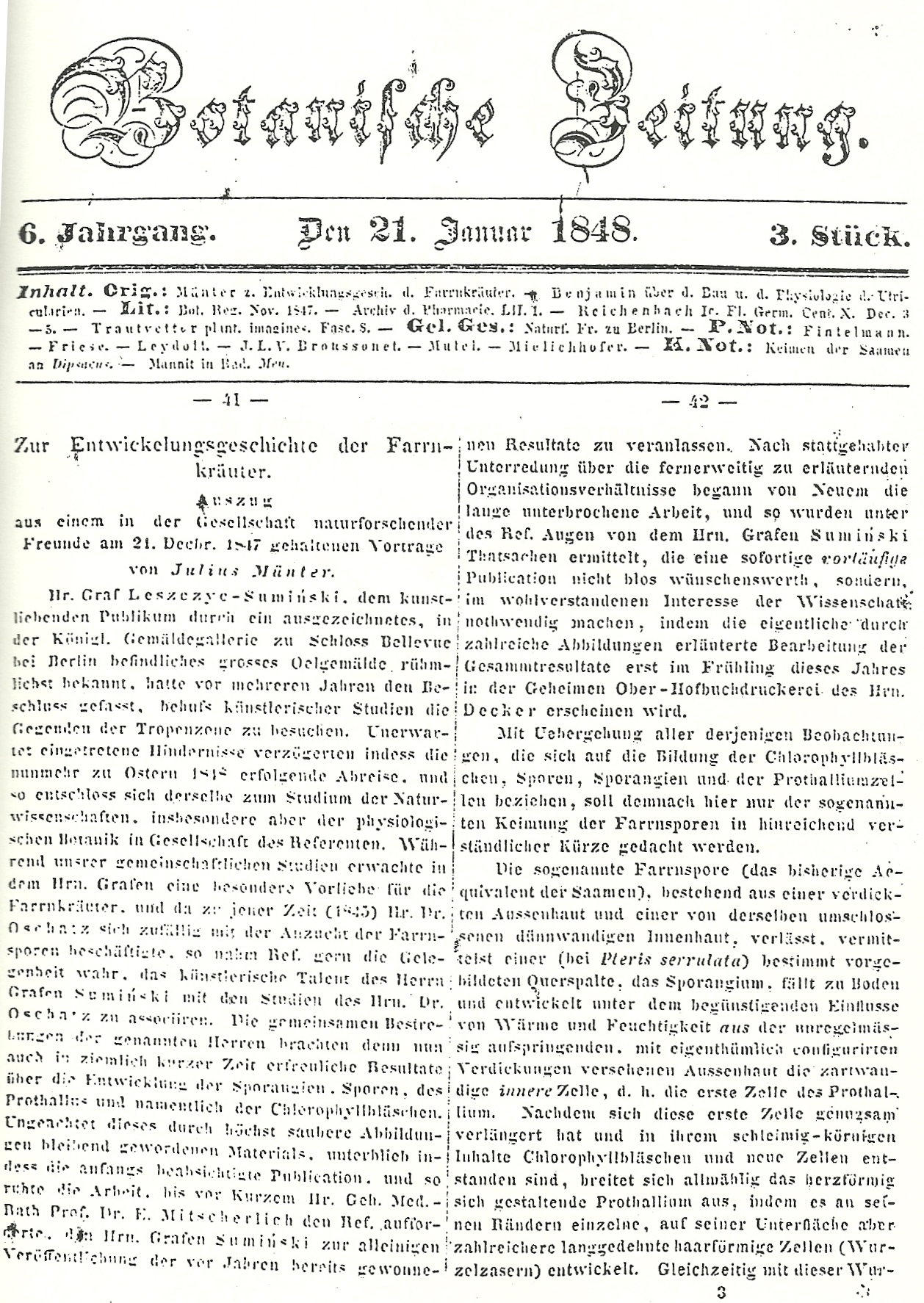
Strona tytułowa Botanische Zeitung z 21 stycznia 1848, z referatem Müntera na temat odkrycia Sumińskiego

Od 1845 współpracował z Juliusem Münterem i Adolfem Oschatzem. Interesował się wówczas planami wyprawy do subtropików jednego z berlińskich towarzystw przyrodniczych, ale gdy nie doszła ona do skutku, poświęcił się badaniom mikroskopowym nad organami rozrodczymi paproci.
W 1848 roku w Berlinie wydał rozprawę Zur Entwickelungs-Geschichte der Farrnkräuter, w której jako pierwszy opisał odkryty przez siebie cykl życiowy paprotników na przykładzie orliczki ząbkowanej. Prawidłowo opisał budowę rodni, proces zapłodnienia i powstania sporofitu. Rozprawę uzupełniało sześć własnoręcznie przez Sumińskiego litografowanych tablic, w części egzemplarzy dzieła pokolorowanych przez autora. Dzięki tej pracy zarzucono Linneuszowski podział na rośliny jawno- i skrytopłciowe. Napisana w języku niemieckim rozprawa jest jedyną w dorobku Sumińskiego.
W końcowej części pracy Sumiński pisał (tłum. B. Hryniewiecki):

„Jeśli streścimy wszystko, to skrytopłciowość paproci nie posiada fizjologicznych podstaw i może mieć tylko pewne znaczenie morfologiczne. Przy porównaniu jednak paproci z wyższymi roślinami następujące okoliczności nadają im specyficzny charakter. Rozwój pąka kwiatowego w specjalnych do tego przeznaczonych narządach, nieprzerwany rozwój od zarodnika do wykształconej rośliny, powstawanie samodzielnego tworu pośredniego, swoisty typ tworzenia męskich i żeńskich narządów płciowych oraz zapłodnienie.”

Wyniki swoich badań przedstawił wcześniej trzem berlińskim botanikom: Münterowi, Christianowi Gottfriedowi Ehrenbergowi i Heinrichowi Friedrichowi Linkowi. Pierwsi dwaj bardzo przychylnie odnieśli się do odkrycia Sumińskiego: Münter zreferował pracę Sumińskiego w Towarzystwie Miłośników Przyrody w Berlinie 21 grudnia 1847 roku, Ehrenberg 3 stycznia 1848 w Berlińskiej Akademii Nauk. Natomiast Link całkowicie je odrzucił i otwarcie skrytykował pracę. Poparli go inni wpływowi botanicy: Matthias Jacob Schleiden, Albert Wigand i Hermann Schacht, pracę krytykowano także za granicą.
Z czasem obserwacje Sumińskiego spotkały się z uznaniem, a ich autor jest obecnie powszechnie uznawany za rzeczywistego odkrywcę cyklu rozwojowego paproci. Potwierdzenie wyników badań Sumińskiego przyniosły m.in. publikacje Wilhelma Hofmeistera.
W uznaniu zasług dla rozwoju badań nad paprociami Leszczyc-Sumiński został przyjęty (w 1849) jako członek korespondent do Towarzystwa Naukowego Krakowskiego. Był też członkiem Towarzystwa Botanicznego w Ratyzbonie.
Dzieło Sumińskiego, wydane w niewielkim nakładzie, jest bardzo rzadko spotykane w bibliotekach. Jeden egzemplarz, z dedykacją autora, znajdował się w zbiorach Alexandra von Humboldta. Książka znajduje się też w bibliotece Johannesa Müllera. Dwa egzemplarze znajdują się w zbiorach Biblioteki Genewskiej. Po jednym egzemplarzu mają Biblioteka Narodowa w Warszawie, Biblioteka Państwowa w Berlinie, biblioteki Johns Hopkins University, Harvard University, Universiteit Utrecht, Universiteit Leiden, Radboud Universiteit Nijmegen, University of Cambridge, University of Edinburgh, Muzeum Historii Naturalnej w Londynie.

## Prace
- Zur Entwickelungs-Geschichte der Farrnkräuter. Berlin: Verlag der Deckerschen Geheimen Ober-Hofbuchdruckerei, 1848. Brak numerów stron w książce
- Zur Entwickelungs-Geschichte der Farrnkräuter. „Bericht über die zur Bekanntmachung geeigneten Verhandlungen der Königlich Preußischen Akademie der Wissenschaften zu Berlin”, s. 22-24, styczeń 1848.
  - (Referat) F. Zur Entwickelungsgeschichte der Farrnkräuter. „Flora oder allgemeine botanische Zeitung”. 45, s. 728-736, 7 grudnia 1848.
- (tłum. Pierre Duchartre) Sur le dévelopment des fougères. „Annales des Sciences Naturelles, Botanique III sér”, s. 114–126, 1849.
- (tłum.  Bolesław Hryniewiecki) Przyczynek do poznania historii rozwoju paproci. „Studia i materiały z dziejów nauki polskiej Seria B”. 15/16, s. 55–89, 1967.